# آنا پاولوا (ژیمناست)

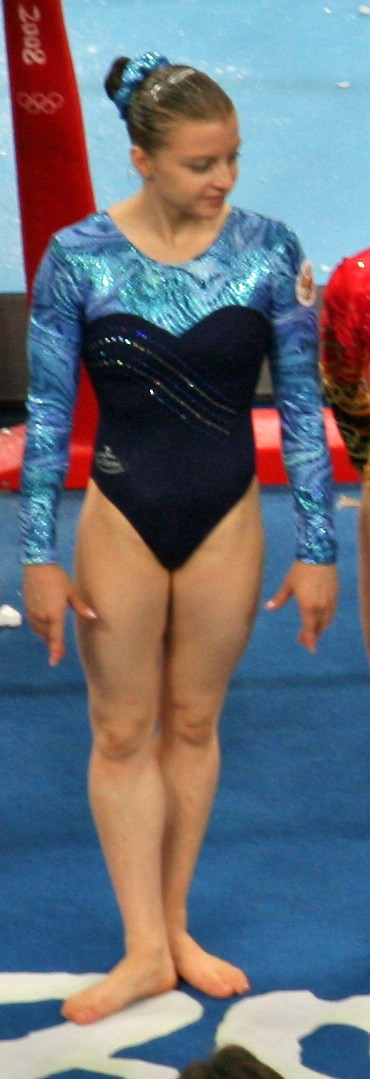
آنا آناتولیونا پاولوا در سال ۲۰۰۸

آنا آناتولیونا پاولوا (به روسی: А́нна Анато́льевна Па́влова) ژیمناست زادهٔ ۶ سپتامبر ۱۹۸۷ میلادی اهل کشور جمهوری آذربایجان است.